# SWI-SNF
Na biologia molecular, SWI/SNF é um complexo de remodelação de nucleossomos encontrado em eucariotos. Em termos mais simples, é um grupo de proteínas que se associam à remodelação da maneira como o DNA é empacotado.É composto de várias proteínas, além de outros polipeptídeos. Possui atividade de ATPase estimulada por DNA e pode desestabilizar as interações histona-DNA em nucleossomos reconstituídos de maneira dependente de ATP, embora a natureza exata dessa alteração estrutural seja desconhecida.

## Mecanismo de ação
Foi descoberto que o complexo SWI / SNF (em levedura) é capaz de alterar a posição dos nucleossomos ao longo do DNA. Dois mecanismos para remodelação de nucleossomos pelo SWI / SNF foram propostos. O primeiro modelo afirma que uma difusão unidirecional de um defeito de torção dentro do DNA nucleossômico resulta em uma propagação do tipo saca-rolhas de DNA sobre a superfície do octâmero que inicia no local de entrada de DNA do nucleossomo. O outro é conhecido como mecanismo de "protuberância" ou "recaptura de alça" e envolve a dissociação de DNA na borda do nucleossomo com a reassociação de DNA dentro do nucleossomo, formando uma protuberância de DNA na superfície do octâmero. O loop de DNA se propagaria pela superfície do octâmero de histona de maneira semelhante a uma onda, resultando no reposicionamento do DNA sem alterações no número total de contatos histona-DNA. Um estudo recente forneceu fortes evidências contra o mecanismo de difusão por torção e fortaleceu ainda mais o modelo de recaptura de alça.

## Supressor de tumor
O complexo SWI / SNF dos mamíferos (mSWI / SNF) funciona como um supressor de tumor em muitas neoplasias malignas humanas. Os primeiros estudos identificaram que subunidades SWI / SNF estavam frequentemente ausentes nas linhas celulares de câncer. Foi identificado pela primeira vez em 1998 como um supressor de tumor em tumores rabdóides, uma malignidade pediátrica rara. À medida que os custos de sequenciamento de DNA diminuíram, muitos tumores foram sequenciados pela primeira vez em 2010. Vários desses estudos revelaram o SWI / SNF como um supressor de tumores em várias malignidades diversas. Vários estudos revelaram que subunidades do complexo de mamíferos, incluindo ARID1A, PBRM1, SMARCB1, SMARCA4, e ARID2, são frequentemente mutadas em cânceres humanos. Uma metanálise de muitos estudos de seqüenciamento demonstrou que o SWI / SNF é mutado em aproximadamente 20% das neoplasias humanas.

## Domínio de proteína SWIB / MDM2
Os estudos de microscopia eletrônica de SWI / SNF e RSC (SWI / SNF-B) revelam estruturas grandes de 1.1 - 1.3 MDa com lóbulos. Nenhuma estrutura de resolução atômica de todo o complexo SWI / SNF foi obtida até o momento, devido ao complexo proteico ser altamente dinâmico e composto por muitas subunidades. No entanto, foram descritos domínios e várias subunidades individuais de leveduras e mamíferos. Um modelo da ATPase SMARCA4 de mamífero mostra características semelhantes, baseadas no alto grau de homologia de sequência com a levedura. A interface entre duas subunidades, BAF155 (SMARCC1) e BAF47 (SMARCB1) também foi resolvida, fornecendo informações importantes sobre os mecanismos do caminho de montagem do complexo SWI / SNF.